# رالي الكويت الدولي
رالي الكويت الدولي (بالإنجليزية: Kuwait International Rally) هو منافسة راليات دولية تقام سنوياً في الكويت منذ عام 1974. يُعتبر أحد أقدم وأهم أحداث رياضة المحركات في منطقة الخليج العربي، ويُقام تحت إشراف نادي الكويت الرياضي للسيارات والاتحاد الدولي للسيارات (FIA).

## التاريخ والتطور

### البدايات (1974-1989)
بدأ الرالي كحدث محلي صغير في 1974 بمشاركة 15 طاقماً فقط. تحول إلى حدث دولي في 1981 عندما انضم لبطولة الشرق الأوسط للراليات:
- أول فائز دولي: محمد بن سليم من عمان (1981)
- المسارات: كانت تعتمد على طرق صحراوية وعرة غرب مدينة الكويت

### العصر الذهبي (1990-2005)
شهدت هذه الفترة:
- دخول الرالي كأس FIA للراليات (1993)
- مشاركة أبطال عالميين مثل كارلوس ساينز وكولين ماكراي
- تطوير مسارات خاصة بالرالي في مناطق الصبية وكاظمة

### التحديثات (2006-الآن)
- إدخال نظام الملاحة (2008)
- إنشاء مركز خدمة متكامل (2012)
- دخول الرالي بطولة كروس كانتري (2019)

## المسار والمراحل
يُقام الرالي على مدار 3 أيام:
- اليوم الأول: مراحل تمهيدية حول مدينة الكويت
- اليوم الثاني: مراحل صحراوية رئيسية (150-200 كم)
- اليوم الثالث: مراحل سريعة في المناطق الشمالية

## السيارات والفئات
- فئة RC2: سيارات رالي حديثة (تويوتا GR، فورد فييستا R5)
- فئة T1: سيارات كروس كانتري
- فئة N4: سيارات إنتاج معدلة
- فئة الكويت الوطنية: للسائقين الكويتيين فقط

## أبرز الفائزين
| السنة | السائق                | الملاح                   | السيارة         |
| ----- | --------------------- | ------------------------ | --------------- |
| 2000  | فنلندا تومي ماكينين   | فنلندا رستو مانسيكي      | ميتسوبيشي لانسر |
| 2005  | فرنسا سيباستيان لوب   | فرنسا دانييل إلينا       | سيتروين زانتو   |
| 2010  | قطر ناصر العطية       | إيطاليا جوفاني برناتشيني | فورد فييستا     |
| 2015  | السعودية يزيد الراجحي | بريطانيا مايكل أور       | تويوتا Yaris    |
| 2020  | الكويت مشعل النصف     | الكويت علي حسن           | سكودا فابيا     |
| 2023  | بريطانيا كريس إنكرايت | بريطانيا كرايج درو       | تويوتا GR       |

## وصلات خارجية
- الموقع الرسمي
- صفحة FIA الرسمية
- اتحاد الكويت للسيارات